# Esguevillas de Esgueva
Esguevillas de Esgueva település Spanyolországban, Valladolid tartományban. Esguevillas de Esgueva Castrillo-Tejeriego, Piña de Esgueva, Población de Cerrato, Alba de Cerrato és Villafuerte de Esgueva községekkel határos. Lakosainak száma 258 fő (2024).

## Népesség
A település népessége az utóbbi években az alábbiak szerint változott:
| Lakosok száma | 411  | 350  | 318  | 305  | 288  | 282  | 272  | 271  | 269  | 258  |
|               | 2001 | 2004 | 2007 | 2009 | 2012 | 2014 | 2017 | 2019 | 2022 | 2024 |